# 自衛隊石川地方協力本部
自衛隊石川地方協力本部（じえいたい いしかわちほうきょうりょくほんぶ、Ishikawa Provincial Cooperation Office）は、石川県金沢市新神田4丁目3-10金沢新神田合同庁舎3階にある、自衛隊地方協力本部のひとつ。陸・海・空自衛隊共同の機関だが、通常は陸上自衛隊の中部方面総監の指揮監督下にある。管轄する地域における防衛省・自衛隊の総合窓口として石川県管内で活動する。

## 沿革
- 1956年（昭和31年）8月1日 - 自衛隊石川地方連絡部が編成[2]
- 2006年（平成18年）7月31日 - 自衛隊石川地方協力本部に改編

## 出先機関
- 金沢募集案内所　担当地区：金沢市、野々市市、白山市、かほく市、内灘町、津幡町
- 小松地域事務所　担当地区：小松市、加賀市、能美市、川北町
- 能登地域事務所　担当地区：穴水町、能登町、志賀町
- 七尾出張所　担当地区：七尾市、中能登町、羽咋市、宝達志水町
- 輪島分駐所　担当地区：輪島市、珠洲市
- 鳴和募集案内所　担当地区：金沢市南部、白山市
- 地域援護センター （金沢駐屯地内）退職隊員の再就職の援護を担当

## 主要幹部
| 官職名                   | 階級    | 氏名   | 補職発令日     | 前職                                     |
| ------------------------ | ------- | ------ | -------------- | ---------------------------------------- |
| 自衛隊石川地方協力本部長 | 1等空佐 | 梶川裕 | 2024年08月02日 | 航空幕僚監部人事教育部補任課 人事第2班長 |

| 代 | 階級    | 氏名       | 在職期間                                                    | 出身校・期              | 前職                                          | 後職                                                       |
| -- | ------- | ---------- | ----------------------------------------------------------- | ----------------------- | --------------------------------------------- | ---------------------------------------------------------- |
| 01 | 2等陸佐 | 砂山正雄   | 1956年08月01日 - 1958年07月31日                             | 関西大学 昭和12年卒     | 第一幕僚監部会計課総務班長                    | 陸上自衛隊業務学校会計教育課長                             |
| 02 | 1等空佐 | 平山政良   | 1958年08月01日 - 1960年07月31日                             |                         | 航空自衛隊第2操縦学校勤務                     | 航空自衛隊第2補給処補給部長                                |
| 03 | 1等空佐 | 済陽弘治   | 1960年08月01日 - 1964年03月15日                             | 東京帝国大学 昭和15年卒 | 入間基地業務群司令                            | 航空自衛隊幹部学校勤務                                     |
| 04 | 1等空佐 | 夷塚孟彦   | 1964年03月16日 - 1966年03月15日                             | 陸士53期                | 航空幕僚監部人事教育部人事課 募集班長         | 西部航空方面隊司令部監理部長                               |
| 05 | 2等空佐 | 宮川正     | 1966年03月16日 - 1968年07月15日 ※1966年07月01日 1等空佐昇任 | 陸士51期                | 航空幕僚監部装備部付 （2等空佐）              | 中部航空方面隊司令部監理部長                               |
| 06 | 1等空佐 | 南健一     | 1968年07月16日 - 1969年07月15日                             | 早稲田大学 昭和19年卒   | 航空幕僚監部付                                | 航空幕僚監部装備部調逹課長                                 |
| 07 | 1等空佐 | 上田正雄   | 1969年07月16日 - 1972年07月16日                             | 早稲田大学専 昭和16年卒 | 西部航空警戒管制団基地業務群司令              | 航空自衛隊補給統制処付 →1973年1月1日 退職                  |
| 08 | 2等空佐 | 吉川文泰   | 1972年07月16日 - 1974年07月15日 ※1973年01月01日 1等空佐昇任 | 陸士60期                | 航空自衛隊幹部学校勤務 （2等空佐）            | 第5航空団基地業務群司令                                    |
| 09 | 1等空佐 | 小木曽功   | 1974年07月16日 - 1976年08月01日                             | 陸士60期                | 航空幕僚監部人事教育部人事課 人事第2班長      | 航空幕僚監部監理部監理課長                                 |
| 10 | 1等空佐 | 坂東容一   | 1976年08月02日 - 1978年07月31日                             | 中央大学 昭和24年卒     | 航空幕僚監部人事教育部人事課 募集班長         | 第4航空団副司令                                            |
| 11 | 1等空佐 | 藤岡禧與   | 1978年08月01日 - 1979年07月31日                             | 同志社大学・ 11期幹候   | 航空自衛隊幹部学校勤務                        | 航空幕僚監部人事教育部厚生課長                             |
| 12 | 1等空佐 | 小野澤忠男 | 1980年08月01日 - 1982年08月01日                             | 慶應義塾大学・ 11期幹候 | 第13飛行教育団飛行教育群司令                  | 航空自衛隊幹部候補生学校学生隊長                           |
| 13 | 1等空佐 | 井野英夫   | 1982年08月02日 - 1984年07月31日                             | 防大2期                 | 第13飛行教育団飛行教育群司令                  | 飛行教育集団司令部監察官                                   |
| 14 | 1等空佐 | 両角逸郎   | 1984年08月01日 - 1986年03月30日                             | 防大6期                 | 航空幕僚監部装備部整備課計画班長              | 航空幕僚監部人事教育部人事課 計画班長                      |
| 15 | 1等空佐 | 中村新三郎 | 1986年03月31日 - 1988年03月15日                             | 防大7期                 | 航空幕僚監部監理部総務課総務班長              | 中部航空警戒管制団基地業務群司令                           |
| 16 | 1等空佐 | 高間庄一   | 1988年03月16日 - 1990年03月15日                             | 防大9期                 | 航空幕僚監部防衛部通信電子課 総括班長         | 航空自衛隊幹部学校勤務                                     |
| 17 | 1等空佐 | 清水正睦   | 1990年03月16日 - 1992年06月15日                             | 防大11期                | 航空幕僚監部防衛部運用課勤務                  | 第6航空団司令 兼 小松基地司令 （空将補昇任）               |
| 18 | 1等空佐 | 稲葉憲一   | 1992年06月16日 - 1994年06月30日                             | 防大14期                | 航空幕僚監部装備部装備課調整班長              | 航空幕僚監部監理部会計課長                                 |
| 19 | 1等空佐 | 石川芳夫   | 1994年07月01日 - 1996年07月31日                             | 防大15期                | 航空幕僚監部人事教育部人事計画課 募集班長     | 航空自衛隊第4補給処東北支処長 兼 東北町分屯基地司令        |
| 20 | 1等空佐 | 菊川忠継   | 1996年08月01日 - 1998年06月30日                             | 防大18期                | 航空幕僚監部人事教育部教育課 飛行教育班長     | 航空幕僚監部防衛部防衛課長                                 |
| 21 | 1等空佐 | 長島修照   | 1998年07月01日 - 2001年01月10日                             | 防大20期                | 航空幕僚監部人事教育部補任課 人事第1班長      | 航空幕僚監部人事教育部 人事計画課長                        |
| 22 | 1等空佐 | 宮代久也   | 2001年01月11日 - 2002年12月01日                             | 防大22期                | 航空幕僚監部防衛部防衛課 業務計画班長         | 航空幕僚監部防衛部防衛課 装備体系企画調整官                |
| 23 | 1等空佐 | 行本雄司   | 2002年12月02日 - 2005年03月31日                             | 防大21期                | 第2航空団基地業務群司令                       | 航空自衛隊幹部候補生学校学生隊長                           |
| 24 | 1等空佐 | 上河徹     | 2005年04月01日 - 2006年12月10日                             | 防大23期                | 航空自衛隊補給本部総務部総務課長              | 航空自衛隊第4補給処 資材計画部長                           |
| 25 | 1等空佐 | 山口裕康   | 2006年12月11日 - 2008年11月30日                             | 防大26期                | 航空幕僚監部防衛部情報通信課 情報通信運用班長 | 航空幕僚監部監理官                                         |
| 26 | 1等空佐 | 古垣吏一   | 2008年12月01日 - 2010年07月31日                             | 防大28期                | 第8航空団整備補給群司令                       | 航空自衛隊補給本部第1部長                                  |
| 27 | 1等空佐 | 加藤木一浩 | 2010年08月01日 - 2012年07月31日                             | 防大29期                | 防衛大学校訓練部学生課長                      | 航空教育集団司令部教育部計画課長 兼 航空教育集団司令部勤務 |
| 28 | 1等空佐 | 福應光二   | 2012年08月01日 - 2014年07月31日                             | 防大28期                | 航空自衛隊第3補給処副処長                     | 航空自衛隊第4術科学校副校長                                |
| 29 | 1等空佐 | 柴田利明   | 2014年08月01日 - 2016年12月04日                             | 防大32期                | 西部航空警戒管制団基地業務群司令              | 航空支援集団司令部総務部長                                 |
| 30 | 1等空佐 | 佐甲範之   | 2016年12月05日 - 2018年07月31日                             | 東京理科大学・ 82期幹候 | 第13飛行教育団副司令                          | 航空自衛隊幹部学校勤務                                     |
| 31 | 1等空佐 | 小川康祐   | 2018年08月01日 - 2020年08月25日                             | 防大38期                | 航空幕僚監部防衛部防衛課防衛調整官            | 航空自衛隊幹部学校勤務                                     |
| 32 | 1等空佐 | 中川一     | 2020年08月26日 - 2022年03月17日                             | 生徒34期・ 防大39期     | 第4航空団整備補給群司令                       | 航空幕僚監部人事教育部 募集・援護課勤務                    |
| 33 | 1等空佐 | 山下龍太郎 | 2022年03月18日 - 2024年08月01日                             | 北海道大学・ 82期幹候   | 航空自衛隊第4術科学校副校長                   | 航空気象群司令 兼 府中基地司令                             |
| 34 | 1等空佐 | 梶川裕     | 2024年08月02日 -                                            | 龍谷大学・ 90期幹候     | 航空幕僚監部人事教育部補任課 人事第2班長      |                                                            |